# Pasqual Sanchis Moscardó
Pasqual Sanchis Moscardó (El Genovés, 1963) era un pilotari professional conegut com a Pigat II. Fill del jugador de raspall Pigat I i germà d'Eduardo, Pigat III, Pasqual ha sigut un reputat dauer d'Escala i corda. Retirat l'any 2000, des del 2003 treballa per a la Federació de Pilota Valenciana com a entrenador de la Selecció Valenciana de Pilota amb la qual va aconseguir diversos títols europeus i mundials als Campionats Internacionals de Pilota, així com a assessor tècnic per a l'empresa privada ValNet, i és a més trinqueter d'alguns trinquets.
Com a jugador va destacar per la força i la duresa de les seues pilotades per als mitgers contraris, sobretot quan jugava al dau. També destacà per la seriositat amb què es prenia la preparació física.